# 日本臨床救急医学会
一般社団法人日本臨床救急医学会（にほんりんしょうきゅうきゅういがくかい、英文名 Japanese Society for Emergency Medicine）は、医師のみならず看護師、救急隊員ほか救急医療に関係するコメディカルや消防機関が参加し救急医療の進歩発展を図るために設立された学術団体。
主たる事務所を東京都中野区中野2-2-3 株式会社へるす出版事業部内に置いている。

## 事業
学術集会の開催、救急医療に関する課題の検討、救急医療領域のシミュレーション研修の開発、機関誌・論文・図書・研究資料の刊行、日本国内外の関係団体との協力活動など
| 回数   | 開催年月  | 当番世話人 | 所属（当時）                                            | 開催地 | 備考 |
| ------ | --------- | ---------- | ------------------------------------------------------- | ------ | ---- |
| 第 1回 | 1998年6月 | 小濱啓次   | 川崎医科大学医学部救急医学教授                          | 倉敷   |      |
| 第 2回 | 1999年4月 | 加来信雄   | 久留米大学医学部救急医学教授                            | 久留米 |      |
| 第 3回 | 2000年4月 | 小林國男   | 帝京大学医学部救命救急センター教授                      | 東京   |      |
| 第 4回 | 2001年4月 | 野口宏     | 愛知医科大学医学部附属病院高度救命センター教授          | 名古屋 |      |
| 第 5回 | 2002年4月 | 鈴木忠     | 東京女子医科大学救急医学教授                            | 東京   |      |
| 第 6回 | 2003年4月 | 山中郁男   | 聖マリアンナ医科大学 横浜市西部病院救命救急センター教授 | 横浜   |      |
| 第 7回 | 2004年5月 | 杉山貢     | 横浜市立大学 医学部附属市民総合医療センター             | 横浜   |      |
| 第 8回 | 2005年4月 | 有賀徹     | 昭和大学医学部救急医学教授                              | 東京   |      |
| 第 9回 | 2006年5月 | 遠藤重厚   | 岩手医科大学高度救命救急センター教授                    | 盛岡   |      |
| 第10回 | 2007年5月 | 石井昇     | 神戸大学医学部附属病院救急部教授                        | 神戸   |      |
| 第11回 | 2008年6月 | 野口英一   | 東京消防庁救急部長                                      | 東京   |      |
| 第12回 | 2009年6月 | 横田順一郎 | 市立堺病院副院長                                        | 大阪   |      |
| 第13回 | 2010年5月 | 大橋教良   | 帝京平成大学現代ライフ学部教授                          | 千葉   |      |
| 第14回 | 2011年6月 | 浅井康文   | 札幌医科大学医学部救急・集中治療医学教授                | 札幌   |      |
| 第15回 | 2012年6月 | 木下順弘   | 熊本大学大学院生命科学研究部侵襲制御医学分野教授        | 熊本   |      |
| 第16回 | 2013年7月 | 丹正勝久   | 日本大学医学部救急医学系救急集中治療医学分野教授        | 東京   |      |
| 第17回 | 2014年6月 | 鈴川正之   | 自治医科大学救急医学教授                                | 下野   |      |
| 第18回 | 2015年6月 | 奥寺敬     | 富山大学大学院危機管理医学教授                          | 富山   |      |
| 第19回 | 2016年5月 | 高谷雄三   | 一般社団法人福島県医師会長                              | 郡山   |      |

学術集会としては、第1回(1998年)6月は小濱啓次（川崎医科大学救急医学教授）（倉敷市）にて、第2回(1999年)4月は加来信雄（久留米大学医学部救急医学教授）（久留米市）、第3回(2000年)4月は小林國男（帝京大学医学部救命救急センター教授）（東京都）、第4回(2001年)4月は野口　宏（愛知医科大学医学部附属病院高度救命センター教授）（名古屋市）、第5回(2002年)4月は鈴木　忠（東京女子医科大学救急医学教授）（東京都）、第6回(2003年)4月は山中郁男（聖マリアンナ医科大学横浜市西部病院）（横浜市）、第7回(2004年)5月は杉山　貢（横浜市立大学医学部附属市民総合医療センター）（横浜市）、第8回(2005年)4月は有賀　徹（昭和大学医学部救急医学教授）（東京都）、第9回(2006年)5月は遠藤重厚（岩手医科大学高度救命救急センター教授）（盛岡市）、第10回(2007年)5月は石井　昇（神戸大学医学部附属病院救急部教授）（神戸市）、第11回(2008年)6月は野口英一（東京消防庁救急部長）（東京都）、第12回(2009年)6月は横田順一郎（市立堺病院副院長）（大阪市）、第13回(2010年)5月は大橋教良（帝京平成大学現代ライフ学部教授）（千葉市）、第14回(2011年)6月は浅井康文（札幌医科大学医学部救急/集中治療医学教授）（札幌市）、第15回(2012年)6月は木下順弘（熊本大学大学院生命科学研究部侵襲制御医学分野教授）（熊本市）、第16回(2013年)7月は丹正勝久（日本大学医学部救急医学系救急集中治療医学分野教授）（東京都）が開催した。第17回(2014年)6月は鈴川正之（自治医科大学救急医学教授）（下野市）が、第18回(2015年)6月は奥寺敬（富山大学大学院危機管理医学教授）（富山市）が開催した。第19回は(2016年)5月に高谷雄三（一般社団法人福島県医師会長）（郡山市）が、第20回は(2017年)に坂本哲也（帝京大学医学部救急医学講座教授）が開催予定である。

## 機関誌
- 『日本臨床救急医学会雑誌』 隔月

## 刊行図書
- 『緊急度判定支援システム』 2010年6月